# Przed rajdem
Przed rajdem (Abans de la cursa) és un curtmetratge documental polonès dirigit l'any 1971 per Krzysztof Kieślowski.

## Argument
La pel·lícula és un resum dels deu dies que va passar el pilot polonès Krzysztof Komarnicki a Montecarlo l'any 1971. El pilot lluita amb les deficiències tècniques del cotxe Fiat 125p, però, al final, no acaba la carrera La pel·lícula és una al·legoria dels problemes industrials i econòmics del país.